# Brachiaster
Brachiaster is een geslacht van sponsdieren uit de klasse van de Demospongiae (gewone sponzen). 

## Soorten
- Brachiaster claudelevii Pisera & Bitner, 2007 †
- Brachiaster simplex Wilson, 1925